# Stadion Miejski w Kozienicach
Stadion Miejski w Kozienicach – stadion lekkoatletyczny i piłkarski zlokalizowany w Kozienicach. Obiekt otwarto w 2004, a koszt inwestycji oszacowano na 6,125 milionów zł. Obiekt należy do miasta Kozienice, jest administrowany przez KCRiS Kozienice oraz do klubu Energia Kozienice, MKS Kozienice, które eksploatuje obiekt. Obok stadionu zlokalizowany jest basen kryty Delfin oraz 13-metrowa wieża strażacka. Obiekt mieści niemal 5000 widzów, z czego 570 miejsc znajduje się pod zadaszeniem.